# Livens Large Gallery Flame Projector

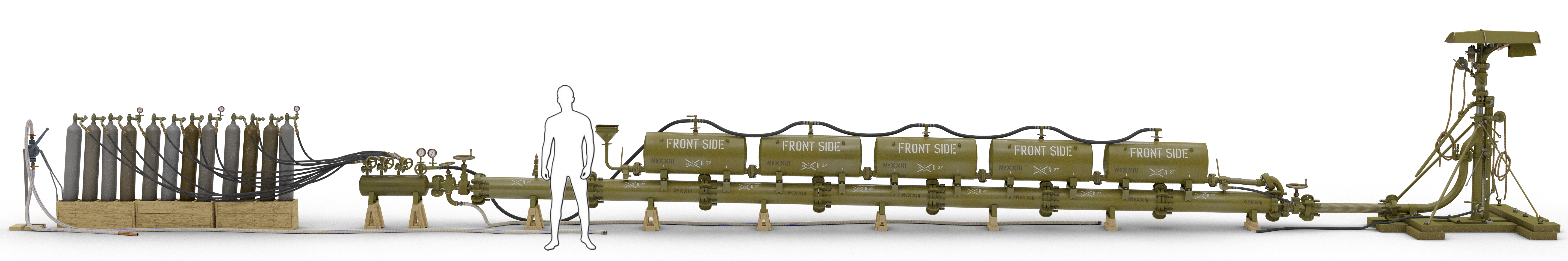
Seitenansicht des Livens Large Gallery Flame Projector

Livens Large Gallery Flame Projectors waren übergroße Flammenwerfer, die während des Ersten Weltkrieges von der Britischen Armee entwickelt und eingesetzt wurden. Sie sind nach ihrem Erfinder bei den Royal Engineers, Captain William Howard Livens, benannt.

## Geschichte

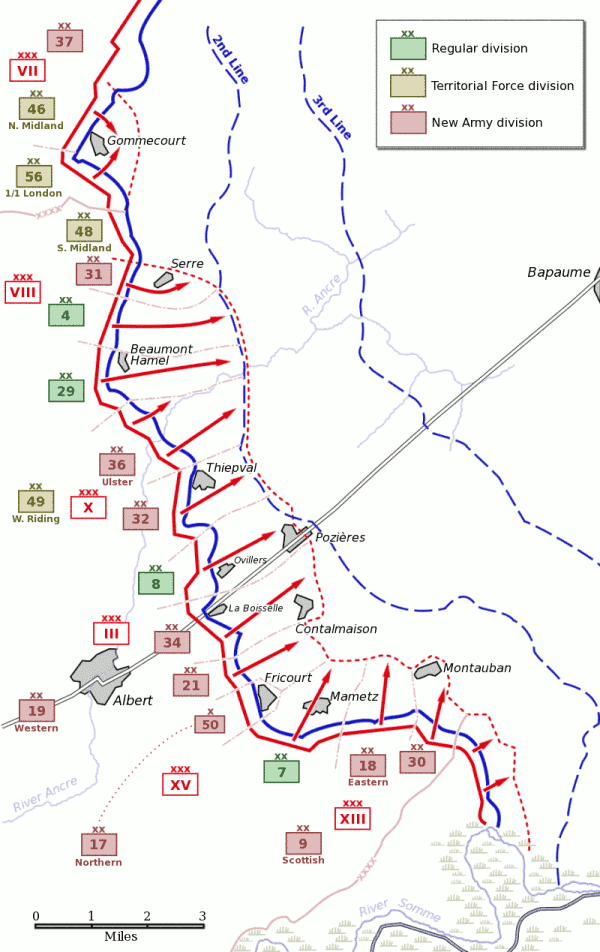
Britischer Plan der Schlacht an der Somme; Einsatz des Flammenwerfers erfolgte bei dem XV Corps (unten links)

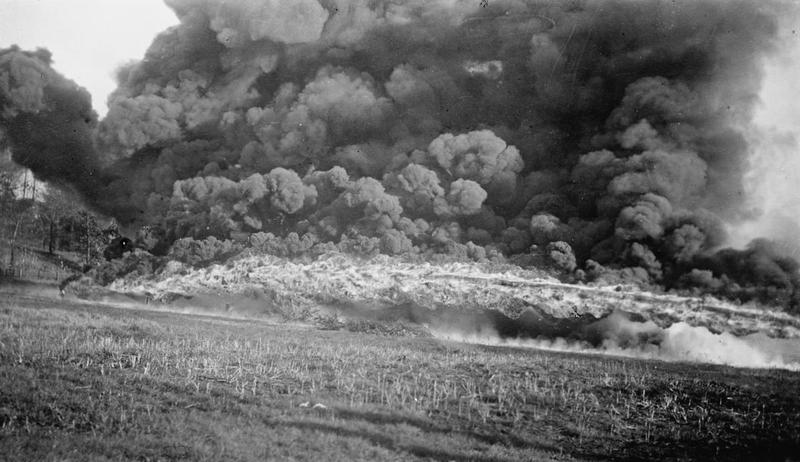
Livens Large Gallery Flame Projector im Einsatz

Vier Livens Large Gallery Flame Projectors wurden zum ersten Mal 1916 während der Schlacht an der Somme eingesetzt. Als Teil der britischen Vorbereitungen für die Schlacht an der Somme grub die 183rd Tunnelling Company im Februar 1916 vorher dutzende Approchen für den Angriff vor der Front des XV Corps. Am Ende der Tunnel wurden kleine Sprengladungen angebracht, um so die Angriffsposition zu verstärken. Vier Gräben wurden je mit einem Livens Large Gallery Flame Projector ausgestattet, um so die deutsche Frontlinie mit „flüssigem Feuer“ zu beschießen. Um die Flammenwerfer vor feindlichem Feuer zu schützen, wurden diese erst wenige Stunden vor dem Angriff in die Tunnel gebracht. Zwei dieser Tunnel – südwestlich von Mametz und bei Carnoy – wurden durch deutsches Artilleriefeuer vor dem Angriff unbrauchbar bzw. beschädigt. Die beiden verbleibenden wurden direkt links vom Minenkraterfeld bei Carnoy verwendet. Ihr Einsatz könnte den Briten in diesen Sektoren der Front geholfen haben, da die britischen Verluste dort vergleichsweise gering waren. Einem Bericht zufolge ergaben sich sofort fünfzig deutsche Soldaten nach dem Einsatz des Flammenwerfers.
Die Waffe wurde erneut 1917 bei Diksmuide, Belgien, eingesetzt, erwies sich jedoch als zu umständlich zu bedienen, da sie von 300 Mann an die Front gebracht und zusammengebaut werden musste, eine Gefährdung während des Beladens mit dem brennbaren Treibstoff bestand und nur drei Schüsse abgefeuert werden konnten. Die Gefahr der Beschädigung durch Granaten oder im Tunnel begraben zu werden war sehr groß, deshalb wurde die Verwendung aufgegeben.

## Spezifikationen
Ein Livens Large Gallery Flame Projector war 17 m lang, wog 2,5 Tonnen und es waren 300 Mann notwendig, um ihn zu tragen, aufzubauen bzw. um ihn an die Frontlinie zu bringen und in einen flachen Tunnel zu bringen, der zu diesem Zweck unter dem Niemandsland gegraben wurde.
Die Waffe bestand aus mehreren Tanks, die den Brandstoff enthielten, Druckflaschen mit komprimiertem Gas, einem Rohr mit einem Durchmesser von 360 mm (14 Zoll) und einer Düse an der Oberfläche. Die Düse wurde zusammen mit dem Rest der Maschine bis zur Verwendung unter der Erde versteckt und in einer Kammer am Ende des Tunnels aufbewahrt. Ein Livens Large Gallery Flame Projector wurde normalerweise von einer achtköpfigen Besatzung betrieben. Für den Angriff wurde die Düse von einem pneumatischen Zylinder durch die Erde nach oben geschoben. Komprimiertes Gas trieb dann einen Kolben im Hauptkörper des Geräts nach vorne und presste Brandstoff aus den unterirdischen Tanks in die Oberflächendüse, wo er gezündet und auf das Ziel gerichtet wurde. Die maximale Reichweite der Waffe betrug 90 m. Es konnte nur drei Mal zehn Sekunden lang gefeuert werden.

## Archäologie
Die Historiker Peter Barton und Jeremy Banning sowie die Archäologen Prof. Tony Pollard und Dr. Iain Banks vom Centre for Battlefield Archaeology an der University of Glasgow fanden im Mai 2010 in Mametz die Überreste eines bei der Schlacht an der Somme eingesetzten Livens Large Gallery Flame Projector. Die Suche nach dem Gerät wurde für die Sonderfolge 42 der archäologischen Fernsehsendung Time Team durchgeführt, die erstmals am 14. April 2011 ausgestrahlt wurde. Mit Unterstützung der Royal Engineers wurde ein funktionsfähiges Modell der Waffe in voller Größe rekonstruiert, um ihre Wirksamkeit zu beweisen.